# Pflegeversicherung
Die Pflegeversicherung gehört zur Gruppe der Sozialversicherungen und sichert das Risiko der Pflegebedürftigkeit ab. Tritt der Versicherungsfall Pflegebedürftigkeit ein, erbringt die Versicherung Geld- oder Sachleistungen, um die erforderliche Pflege ganz oder teilweise zu gewährleisten. Die Leistungen umfassen im Allgemeinen sowohl die stationäre wie auch die häusliche Pflege.
Man unterscheidet zwischen Pflegepflichtversicherungen und (freiwilligen) Pflege-Zusatzversicherungen.
Zu den Pflegeversicherungssystemen einzelner Länder:
Deutschland
Seit der Einführung der Pflegepflichtversicherung in Deutschland 1995 ist nach SGB XI jede Person mit Wohnsitz in Deutschland verpflichtet, neben dem Krankheitsrisiko auch das Pflegerisiko mit einer eigenen Versicherung abzusichern. Jede Krankenkasse und jede Private Krankenversicherung ist seitdem verpflichtet, auch eine Pflegeversicherung anzubieten. 
Österreich
Die Pflegeversicherung ist eine freiwillige, begünstigte Selbst- oder Weiterversicherung der Pensionsversicherung. Dabei gibt es ein staatliches Pflegegeld nach Bundespflegegeldgesetz sowie eine Familienhospizkarenz für die Betreuung sterbender Angehöriger und schwerstkranker Kinder, die ebenfalls über die Pensions- oder die Krankenversicherung abgedeckt ist. Siehe auch Hausbetreuungsgesetz.
Schweiz
Es gibt keine explizite Pflegeversicherung, diese ist Bestandteil der obligatorischen Krankenversicherung.

## Einzelbelege
1. ↑  Versicherungsmöglichkeiten. In: Bürger/innen → Soziales und Notfälle → Pflegevorsorge → Pflegende Angehörige. HELP.gv.at, Bundeskanzleramt Österreich, 1. August 2008, abgerufen am 17. August 2008.
2. ↑  Versicherungsmöglichkeiten. In: Wirtschaft → Mitarbeiter/innen → Dienstverhinderung → Familienhospizkarenz. HELP.gv.at, 1. August 2008, archiviert vom Original (nicht mehr online verfügbar) am 1. August 2008; abgerufen am 17. August 2008.
3. ↑  Pflegeleistungen. In: Bundesamt für Gesundheit BAG. Abgerufen am 11. April 2023.